# Lucanobium squamosum
Lucanobium squamosum là một loài bọ cánh cứng trong họ Lucanidae. Loài này được Howden & Lawrence mô tả khoa học năm 1974.